# San Joaquín kommun, Colombia
San Joaquín är en kommun i Colombia.   Den ligger i departementet Santander, i den centrala delen av landet, 240 km nordost om huvudstaden Bogotá. Antalet invånare är 2 948. Arean är 192 kvadratkilometer.
Terrängen i San Joaquín är bergig åt sydost, men åt nordväst är den kuperad.